# Leimersheim
Leimersheim, pfälzisch „Lämersche“, ist eine Ortsgemeinde im Landkreis Germersheim in Rheinland-Pfalz. Sie gehört der Verbandsgemeinde Rülzheim an.

## Geographie

### Lage
Leimersheim liegt im mittleren Oberrheingraben im Bereich der linksseitigen Niederterrassen des Rheins auf 100 m Höhe zwischen den Rheinbrücken von Germersheim und Karlsruhe. Das Ortsgebiet und den Rheinstrom trennt seit der Rheinbegradigung des 19. Jahrhunderts der Auwald, in dem diverse Altarme sowie ein Hochwasserschutzdamm verlaufen.
Zur Gemeinde gehört der Wohnplatz Rheinschenke Pfälzer Land. Nachbargemeinden sind – im Uhrzeigersinn – Hördt, Linkenheim-Hochstetten, Eggenstein-Leopoldshafen, Neupotz, Rheinzabern, Rülzheim und Kuhardt.

### Gewässer

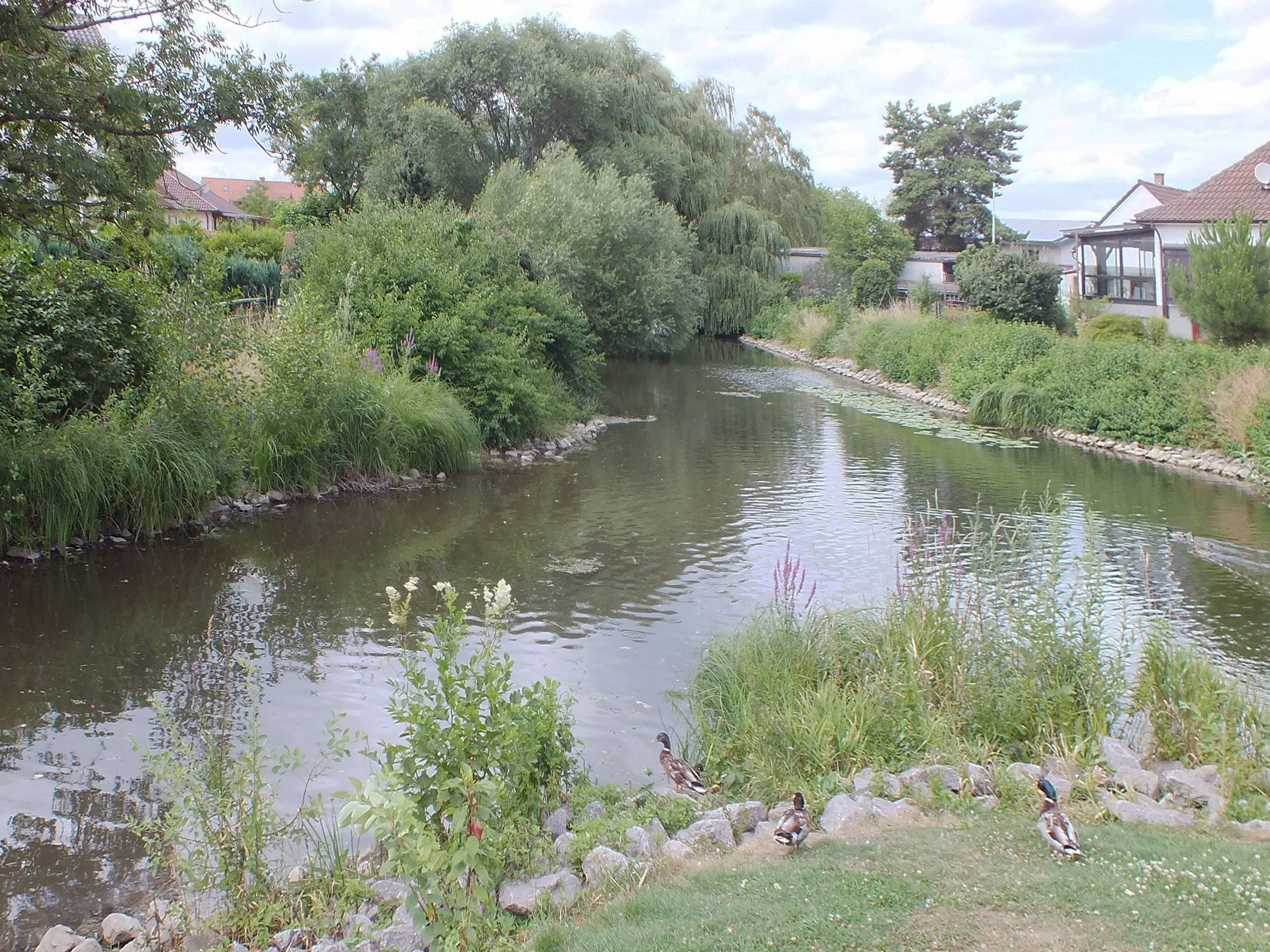
Mündung des Erlenbachs in den Michelsbach

Innerhalb des Ortes vereinigen sich Erlenbach und Otterbach zum Michelsbach, der bei Hördt von links in den Rhein mündet. Bekanntestes Stehgewässer ist das Fischmal, das lokal als Fischbl bezeichnet wird; dabei handelt es sich um einen kleinen See im Verlauf des Otterbachs, der ein Biotop für zahlreiche Wasservögel und Pflanzen darstellt. Zudem befindet sich vor Ort der Leimersheimer Altrhein.

## Geschichte

### Frühe Geschichte
Das Dorf Leimersheim wurde erstmals 778 in einer Schenkungsurkunde des Klosters Lorch erwähnt. Gräber, die im Jahre 1884 gefunden wurden, deuten aber schon auf eine Besiedlung während der Bronzezeit hin. 960 wurde zum Schutze der bischöflichen Untertanen eine Burg gebaut. Erster Burgherr war der Edle Rudolf.
1270 wurden das Dorf und die Burg dem Kloster in Hördt angegliedert. Zwölf Jahre später wurde die erste Rheinfähre bei Leimersheim eingerichtet.

### Frühe Neuzeit bis 19. Jahrhundert
Bei einer Überschwemmung im Jahre 1534 versanken der Gemarkungsteil „Werth“ und das Dorf Potz in den Fluten des Rheins.
1624, während des Dreißigjährigen Krieges, wurden die Klosterdörfer Leimersheim und Kuhardt von marodierenden Truppen überfallen und ausgeplündert. Dies wiederholte sich in der Zeit des Dreißigjährigen Krieges noch mehrmals. Deshalb wohnten 1660 in Leimersheim nur noch 58 Familien.
Von 1729 bis 1731 wurde eine neue Pfarrkirche gebaut, 1772 die Leimersheimer Burg abgerissen. Am 3. April 1793 trafen in einem Gefecht französische Revolutionstruppen unter General Custine und Einheiten der österreichischen Armee unter Generalmajor Karl Aloys zu Fürstenberg aufeinander. Nach einem weiteren Gefecht des 21. französischen Infanterieregiments am 5. August 1793 gegen österreichische Truppen, in der Gewanne „Niederhorst“ westlich des Ortes, zerstörten abziehende Dragoner das Kreuz vor der Pfarrkirche.
Bis zum Ende des 18. Jahrhunderts gehörte der Ort zur Kurpfalz und unterstand dort dem Oberamt Germersheim.
Von 1798 bis 1814, als die Pfalz Teil der Französischen Republik (bis 1804) und anschließend Teil des Napoleonischen Kaiserreichs war, war Leimersheim bis 1814 in den Kanton Germersheim und danach bis 1815 in den Kanton Kandel eingegliedert. 1815 wurde der Ort Österreich zugeschlagen und kehrte in den Kanton Germersheim zurück. Bereits ein Jahr später wechselte Leimersheim wie die gesamte Pfalz in das Königreich Bayern. Von 1818 bis 1862 gehörte die Gemeinde dem Landkommissariat Germersheim an; aus diesem ging das Bezirksamt Germersheim hervor.
1801 wurde bei der Fährstelle eine Zollstation eingerichtet. Das Gebäude wurde später als Gaststätte benutzt. In den Jahren 1827 und 1928 wurde durch neue Rheindurchstiche am „Karlskopf“ und am „Haselforst“ die Rheinstrecke bei Leimersheim begradigt. Ab 1871 überquerte ein neues Fährschiff am Längsseil, das durch Nachen getragen wurde, den Rhein. Beim Rheinhochwasser 1882/1883 mussten die Einwohner in der Neujahrsnacht 1883 vor den Fluten des Rheins in das höher gelegene Dorf Kuhardt flüchten, die gesamte Gemarkung von Leimersheim wurde überflutet.

### 20. Jahrhundert
1902 wurde das neue Schulhaus eingeweiht, in dem drei Unterrichtsräume zur Verfügung standen. Bereits 1908 musste es durch ein Gebäude mit zwei Schulsälen erweitert werden.
Am 2. Dezember 1918 rückten französische Truppen als Besatzung nach Leimersheim ein. Aus dem Ersten Weltkrieg kehrten 53 Männer nicht mehr heim. 1923 wurde das Dorf an das elektrische Stromnetz angeschlossen, 1931/32 das Schöpfwerk zur Entwässerung der Rheinniederung gebaut.
In der Zeit des Nationalsozialismus ab 1933 wurden die Leimersheimer Juden deportiert und ihr Gotteshaus geschändet (Näheres im Abschnitt Religion).
Seit 1939 ist der Ort Bestandteil des Landkreises Germersheim. Im Zweiten Weltkrieg wurde 1940 das Fährschiff durch Flussminen getroffen und sank; die neue Fähre wurde 1944 in Dienst gestellt. Sie diente vor allem zum Transport deutscher Soldaten über den Rhein. 1945, am Ende des Krieges, brannte das alte Zollhaus nieder.

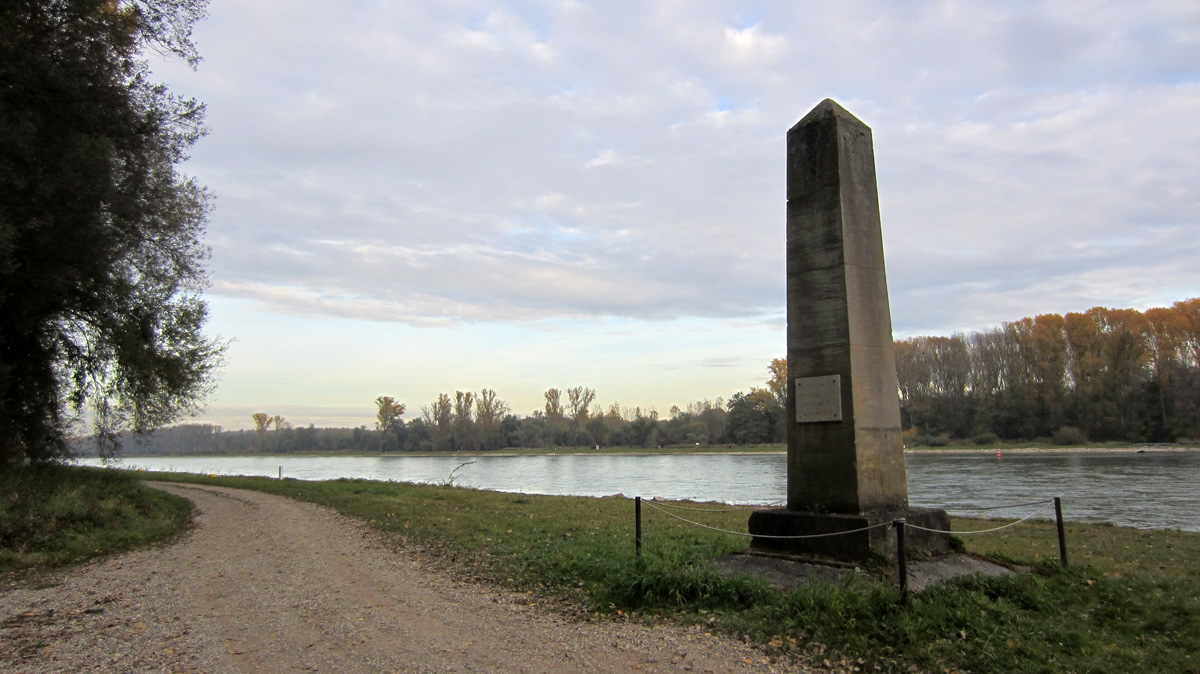
Denkmal für die Rheinquerung französischer Truppen am 2. April 1945

Am 23. März 1945 besetzten amerikanische Truppen das Dorf. Viele Häuser waren beschädigt, einige abgebrannt. Am 2. April überquerten Truppen der 1. französischen Armee (insbesondere das 21. Kolonial-Infanterie-Regiment der 9. Kolonial-Infanteriedivision) bei Leimersheim den Rhein.
Nach dem Krieg wurde Leimersheim innerhalb der französischen Besatzungszone Teil des damals neu gebildeten Landes Rheinland-Pfalz. 1952 ließ die Gemeinde auf dem Friedhof eine Kapelle bauen zum Gedächtnis der 118 Leimersheimer Opfer des Zweiten Weltkriegs. 1955 wurde Leimersheim an das Wasserversorgungsnetz angeschlossen und eine Ortsrufanlage installiert. 1956 erfolgte der Umbau der Rheinfähre, die fortan an einem Grundseil geführt wurde. 1957 wurde der neue Pfarrkindergarten eingeweiht.
1960 wurden die Rheindämme verstärkt und erhöht. 1962 war Baubeginn für Kanalisation und Kläranlage, 1963 wurden die ersten Gemeindestraßen asphaltiert. 1964 weihte der Bischof von Speyer die neue katholische Kirche. Die Gemeinde erzielte bei dem Wettbewerb Unser Dorf soll schöner werden 1969 die Goldmedaille. Im Zuge der ersten rheinland-pfälzischen Verwaltungsreform wurde Leimersheim 1972 in die neu geschaffene Verbandsgemeinde Rülzheim eingegliedert. 1974 wurde ein Feuerwehrhaus gebaut, 1975 der neue Kindergarten eingeweiht. 1978 beging die Gemeinde ihre 1200-Jahr-Feier. 1981 wurde ein bäuerliches Anwesen gekauft, in dem das Heimatmuseum Fischerhaus Platz fand. 1983 wurde die Sport- und Freizeithalle eingeweiht, 1985 mit dem Bau des Tennisplatzes begonnen, 1987 das Rathaus renoviert. 1993 wurde die Ortsdurchfahrt ausgebaut und umgestaltet. 1998 gab die Bundeswehr die Brückenstelle am Rhein auf. Das Unterkunftsgebäude wurde abgerissen und die freigewordene Fläche mit Bäumen bepflanzt.

### 21. Jahrhundert
Der Rheinhauptdeich wurde 2001 für etwa 1,8 Millionen EUR umgebaut, die Kosten trug das Land. 2003 feierte Leimersheim das 1225-jährige Bestehen. In den Jahren 2009 und 2010 wurden umfangreiche Dorferneuerungsmaßnahmen vorgenommen, darunter die Sanierung des Kindergartens und des Festplatzes sowie die Anlegung des neuen Dorfplatzes im Dorfmittelpunkt bei der Kirche.

## Bevölkerung

### Religion
Judentum
Um 1750 wurde in Leimersheim eine erste Synagoge eingerichtet, Von 1847 bis 1850 in der Neugasse eine weitere Synagoge erbaut. Gottesdienste wurde bis zum Sommer 1938 regelmäßig abgehalten. Der Unterricht der jüdischen Kinder fand ebenfalls im Synagogengebäude bis 1914 statt.
Wehrmachtsangehörige demolierten vier Wochen vor der Novemberpogromnacht 1938 vollständig die Inneneinrichtung, die Ritualien wurden geschändet und zerstört. Im Jahre 1940 ging die Synagoge in den Besitz der Ortsgemeinde über und wurde als Lagerraum verwendet. Am 22. Oktober 1940 wurden die in Leimersheim lebenden Juden im Zuge der Wagner-Bürckel-Aktion deportiert. 1970 wurde die ehemalige Synagoge wegen Baufälligkeit abgerissen, im November 1972 am früheren Standort eine Gedenkstätte erstellt; sie trägt die Inschrift „Zum Gedenken und zur Erinnerung an die jüdischen Mitbürger errichtet am Platz der Synagoge“. Die zwei Teile der Gedenkstätte sind durch ein schmiedeeisernes Gitter verbunden, das mit der Mauer an den jüdischen Leidensweg erinnern soll.
Christentum
Im Jahr 1871 waren von insgesamt 1333 Einwohnern 1218 katholisch (91 %), 7 evangelisch (< 1 %) und 108 jüdisch (8 %). Im Februar 2015 waren 63,6 % der Einwohner katholisch und 15,0 % evangelisch. Die übrigen gehörten einer anderen Religion an oder waren konfessionslos.
Der katholischen Pfarrkirche St. Gertrud in der Ortsmitte benachbart ist ein Pfarrzentrum mit dem Pfarrsaal. Die Gemeinde gehört zur Pfarrei Hl. Theodard Rülzheim innerhalb des Bistums Speyer (Dekanat Germersheim).
Die Protestantische Kirchengemeinde Rülzheim unterhält in der Grundschule Leimersheim einen Kirchsaal. Hier findet an jedem dritten Sonntag ein Gottesdienst statt.

## Politik

### Gemeinderat
Der Gemeinderat in Leimersheim besteht aus 20 Ratsmitgliedern, die bei der Kommunalwahl am 9. Juni 2024 in einer personalisierten Verhältniswahl gewählt wurden, und dem ehrenamtlichen Ortsbürgermeister als Vorsitzendem.
Die Sitzverteilung im Gemeinderat:
| Wahl | SPD | CDU | Grüne | Gesamt   |
| ---- | --- | --- | ----- | -------- |
| 2024 | 4   | 13  | 3     | 20 Sitze |
| 2019 | 5   | 11  | 4     | 20 Sitze |
| 2014 | 4   | 13  | 3     | 20 Sitze |
| 2009 | 5   | 12  | 3     | 20 Sitze |
| 2004 | 5   | 13  | 2     | 20 Sitze |

### Bürgermeister
Matthias Schardt (CDU) ist seit 2004 Ortsbürgermeister von Leimersheim. Bei der Direktwahl am 9. Juni 2024 wurde er mit einem Stimmenanteil von 80,5 % für weitere fünf Jahre in seinem Amt bestätigt.

### Wappen

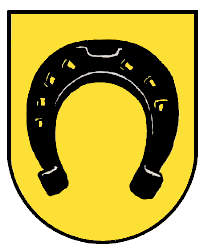
Gerichtssiegel von 1701

| Wappen von Leimersheim | Blasonierung: „Ein schwarzes Hufeisen mit abwärts gerichteten Stollen und neun Nagellöchern, einen sechsstrahligen roten Stern umschließend, das Ganze von einer schwarzen Schnur mit Quasten überhöht.“ |
| Wappen von Leimersheim | Wappenbegründung: Seit 31. August 1841 führte die Gemeinde Leimersheim ein eigenes Wappen (schwarzes Hufeisen auf Gold). Die Herren von Fleckenstein besaßen bis 1720 die Grundherrschaft über das Dorf, traten diese jedoch an die Propstei Hördt ab. Auch dies sollte im neuen Gemeindewappen zum Ausdruck gebracht werden, so dass 1964 der Heraldiker Hauser aus Karlsruhe mit einem entsprechenden Entwurf beauftragt wurde. Die Neugestaltung hält sich eng an das alte Gerichtssiegel von 1701. Der Stern symbolisiert wahrscheinlich das alte Gericht, die schwarze Schnur vermutlich die Jahrhunderte zurückliegende Zugehörigkeit zur Propstei Hördt. |

### Partnerschaften
Jahrelang bestand eine Schulpartnerschaft mit der Schule im Dorf Limersheim im Elsass, etwa 100 Kilometer rheinaufwärts im Kanton Erstein gelegen. Sie beruhte vor allem auf der guten Beziehung der beiden Schulleiter und führte zu mehreren Austauschfahrten von Schulklassen.

## Kultur und Sehenswürdigkeiten

### Kulturdenkmäler

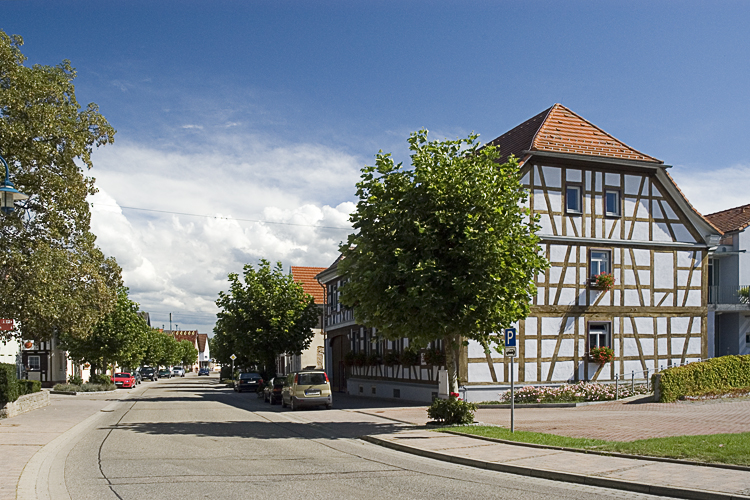
Denkmalzone Untere Hauptstraße in Leimersheim mit dem Bürgerhaus

Die Untere Hauptstraße ist als Denkmalzone ausgewiesen. Hinzu kommen zahlreiche Einzelobjekte, die unter Denkmalschutz stehen. Unter ihnen befindet sich die katholische Kirche St. Gertrud im Ortszentrum. Während bereits im Jahr 960 eine kleine Kirche urkundlich erwähnt wurde, entstand zwischen 1729 und 1732 eine spätbarocke Kirche, die aus Steinen der Klosterkirche Hördt gebaut wurde. Von dieser sind seit der Gebäudeerweiterung 1962 nur noch der Chorraum und der Hochaltar mit Bildern vom Letzten Abendmahl und der Patronin Gertrud von Nivelles erhalten. Der Neubau von 1962, ein Kirchenschiff in Zeltform, wurde von Erwin van Aaken (1904–2008) entworfen. Das helle Haus mit den großen Fenstern und den „schreitenden“ Giebeln nimmt Bezug auf die Inhalte des Zweiten Vatikanischen Konzils. Die Kirche umfasst ferner eine kleine Taufkapelle an der Westseite, eine Orgel mit 29 Registern (1969) und ein Geläut (Fis, A, H, Cis) von 1865, 1950 bzw. 1963. Ebenfalls denkmalgeschützt sind ein Kriegerdenkmal und das seit 1978 in seiner aktuellen Form bestehende Heimatmuseum „Fischerhaus“.

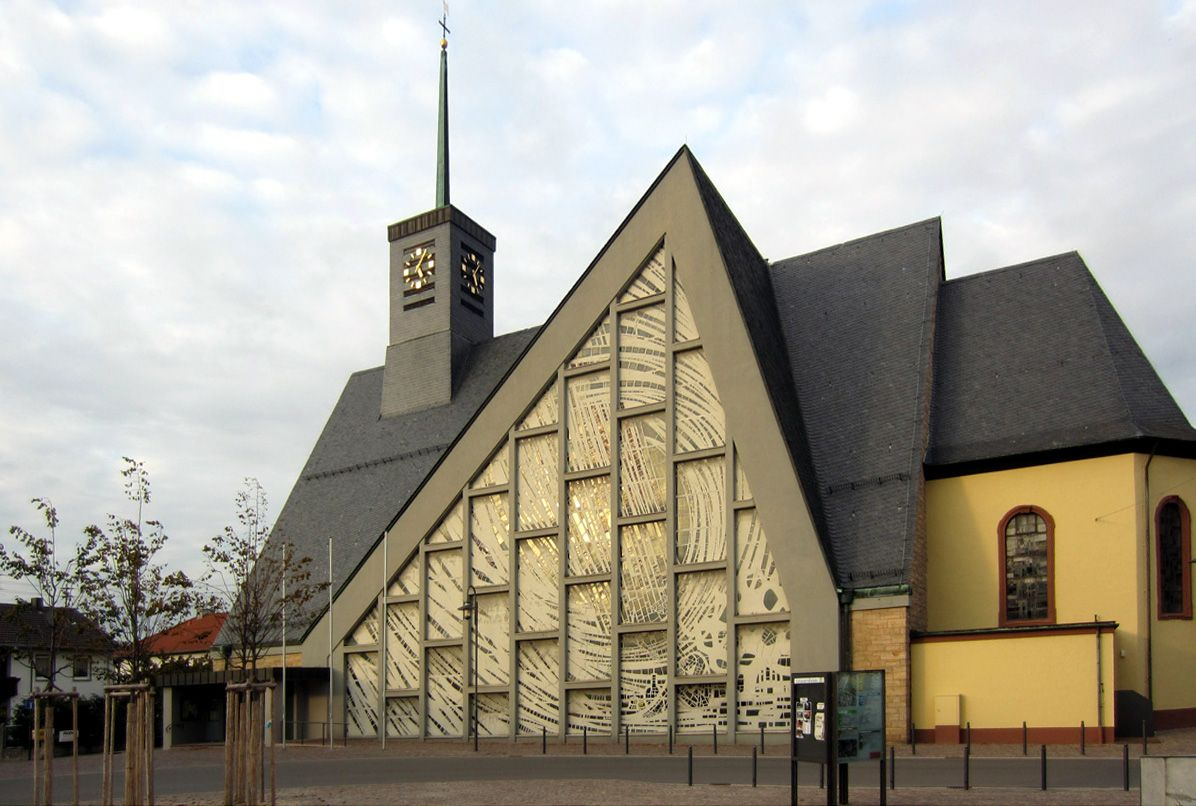
Kirche St. Gertrud
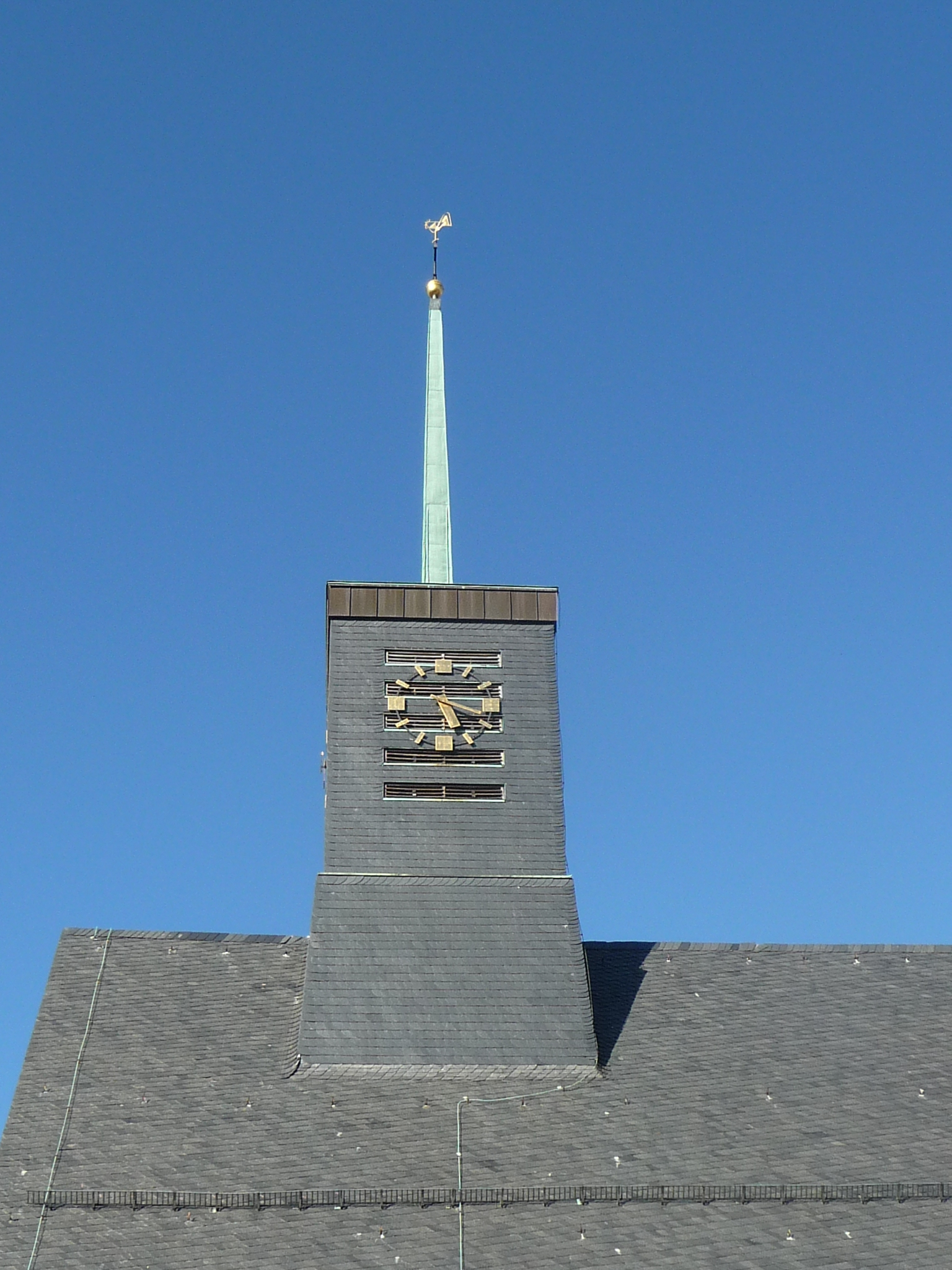
St. Gertrud
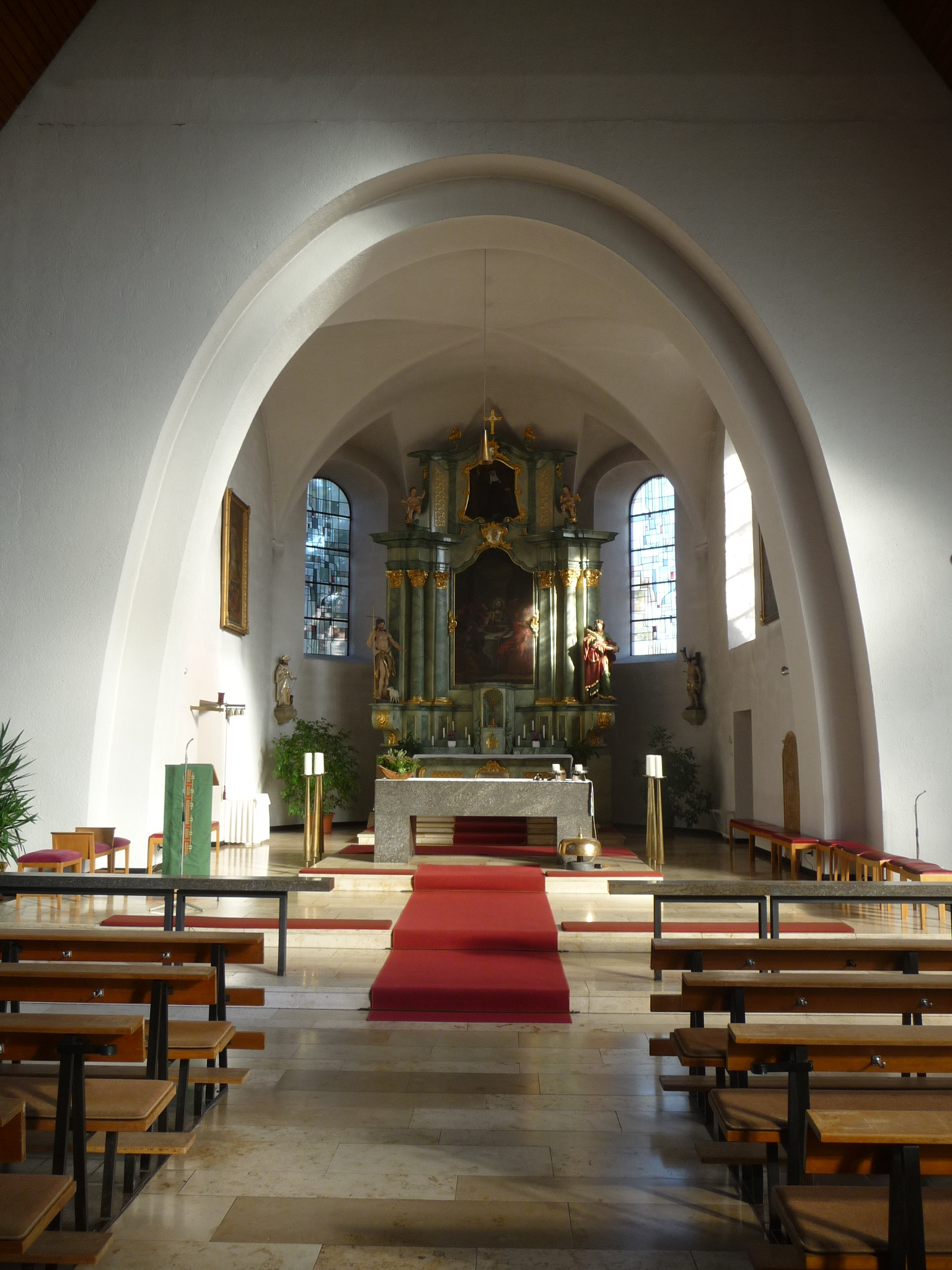
St. Gertrud
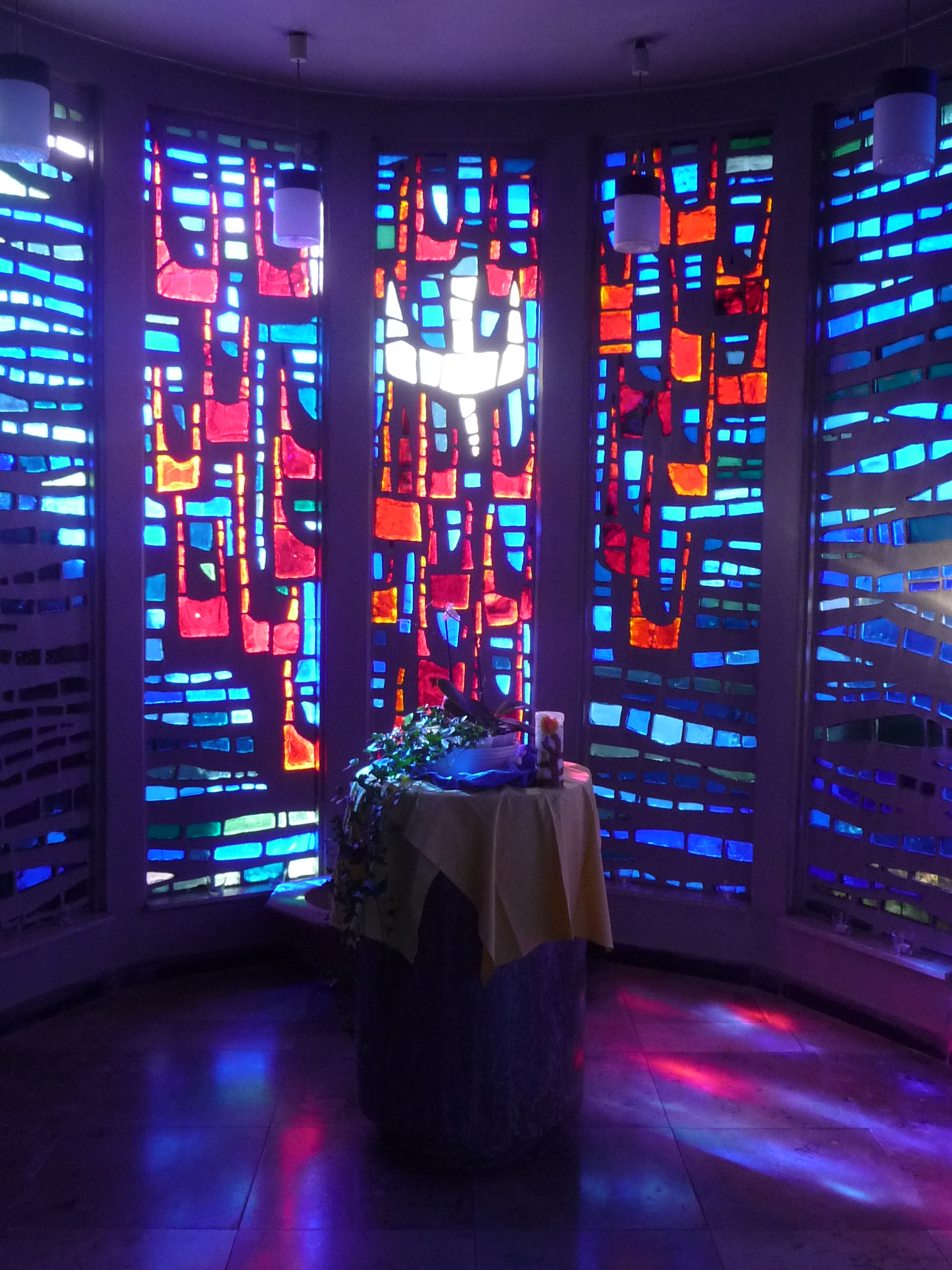
Taufkapelle

### Skulpturen
- Mahnmal mit Brunnen (Lage) am Standort der ehemaligen Synagoge
- Denkmal des Rheinfischers (Lage) vor dem Bürgerhaus (2004), gestaltet von dem Lustadter Bildhauer Peter Brauchle
- Flaggenbaum (Lage) in Form eines Schiffsmastes neben der katholischen Pfarrkirche
- Marienstatue La Salette (Lage) gegenüber dem Friedhofseingang
- Denkmal für die Rheinquerung französischer Truppen (Lage) bei Leimersheim am 2. April 1945 in Form eines Obelisken

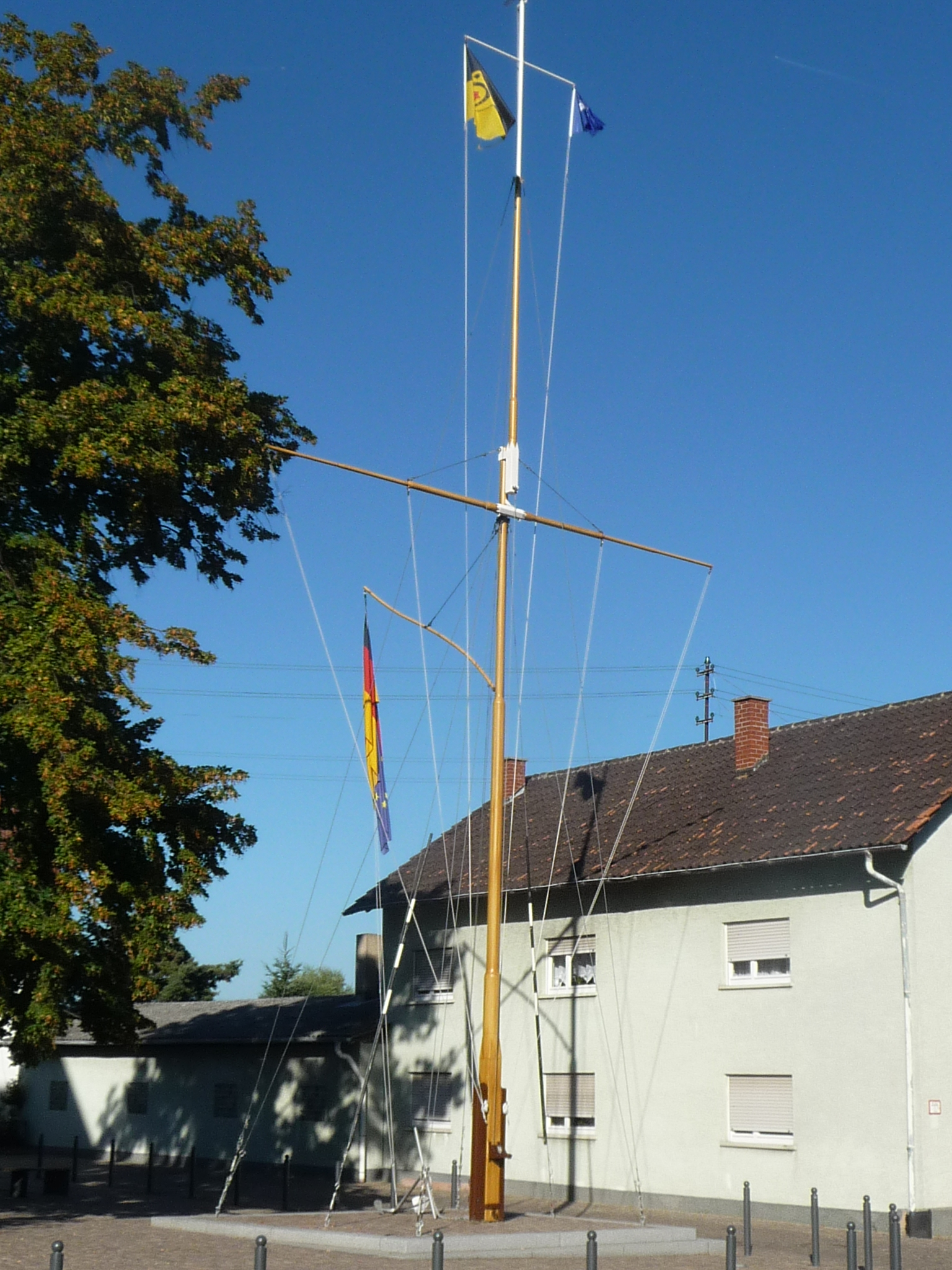
Fahnenmast
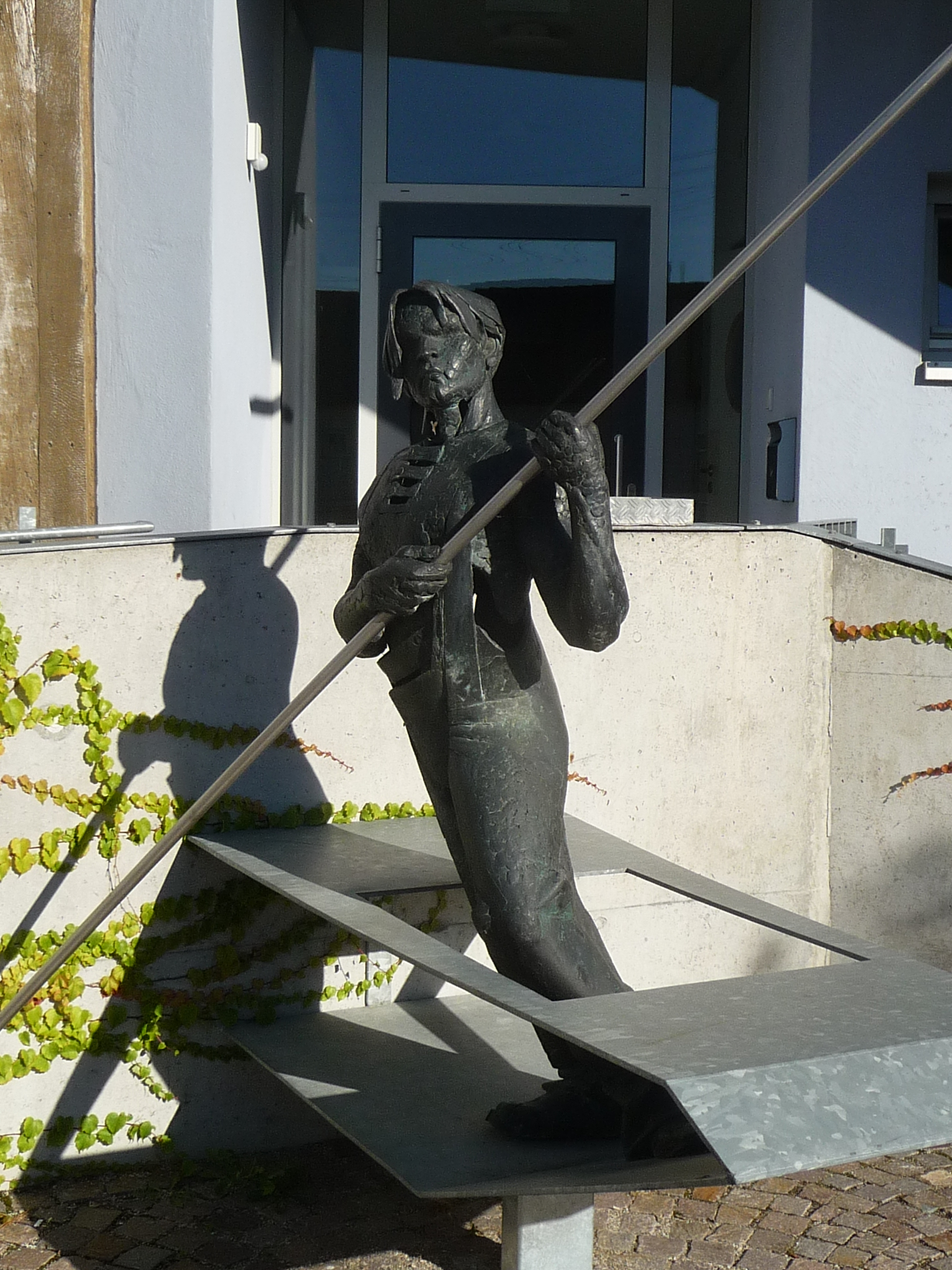
Skulptur Rheinfischer, gestaltet von Peter Brauchle
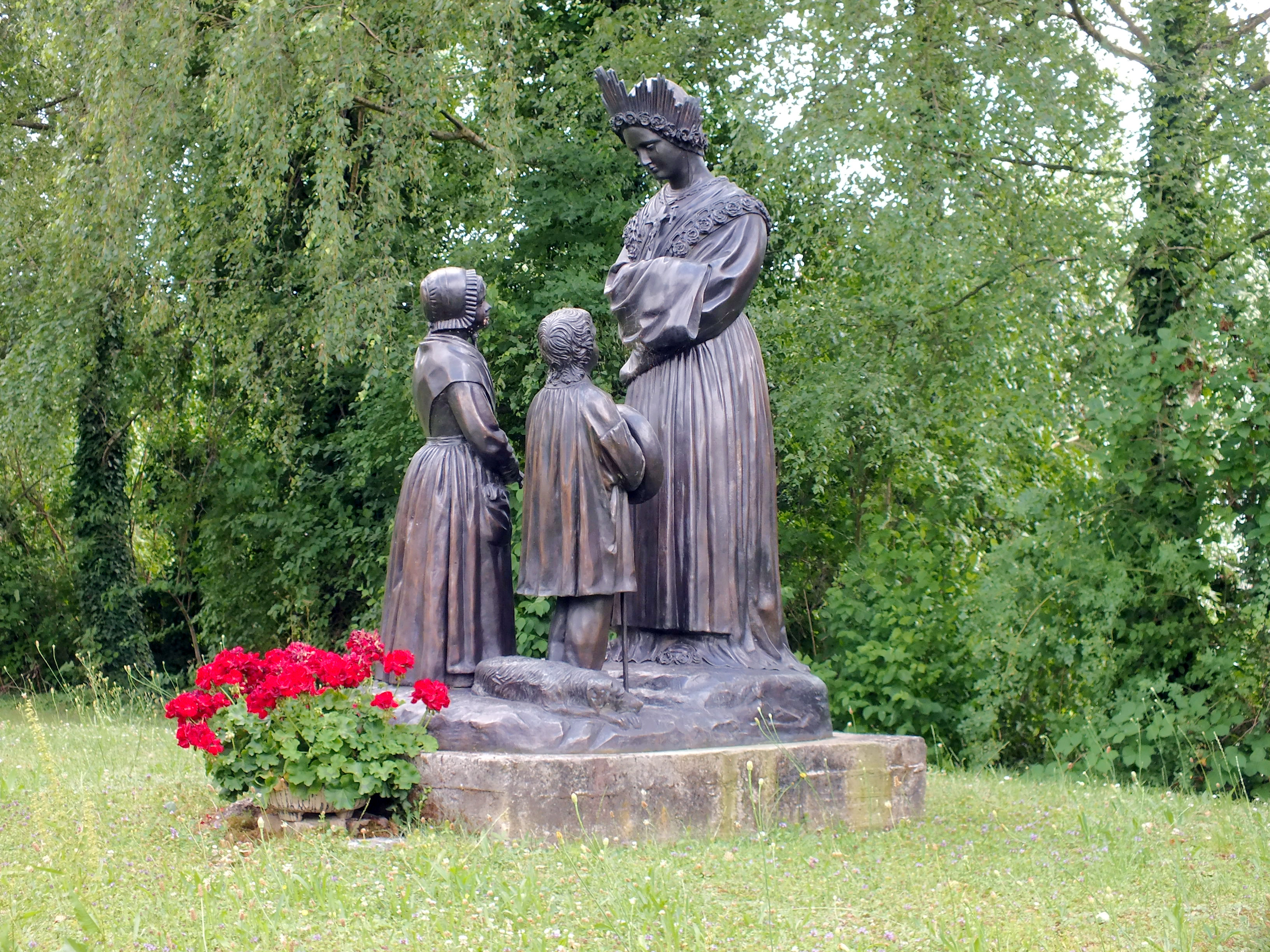
Mariengedenkstätte La Salette

### Natur
Das Naturschutzgebiet Hördter Rheinaue erstreckt sich teilweise über die Gemeindegemarkung, sie ist auch Teil des überregionalen Landschaftsschutzgebiets „Pfälzische Rheinauen“.

### Regelmäßige Veranstaltungen
- Das Maislabyrinth Leimersheim ist jedes Jahr ab etwa Juli geöffnet.
- Am letzten Wochenende im September wird die Kerwe gefeiert.
- Den Sonntag nach dem Fest des hl. Karl Borromäus (4. November) begeht die katholische Kirche als Buchsonntag. An diesem Tag findet die Buchausstellung der Katholischen Öffentlichen Bücherei (s Abschnitt Öffentliche Einrichtungen) statt.

## Wirtschaft und Infrastruktur

### Verkehr

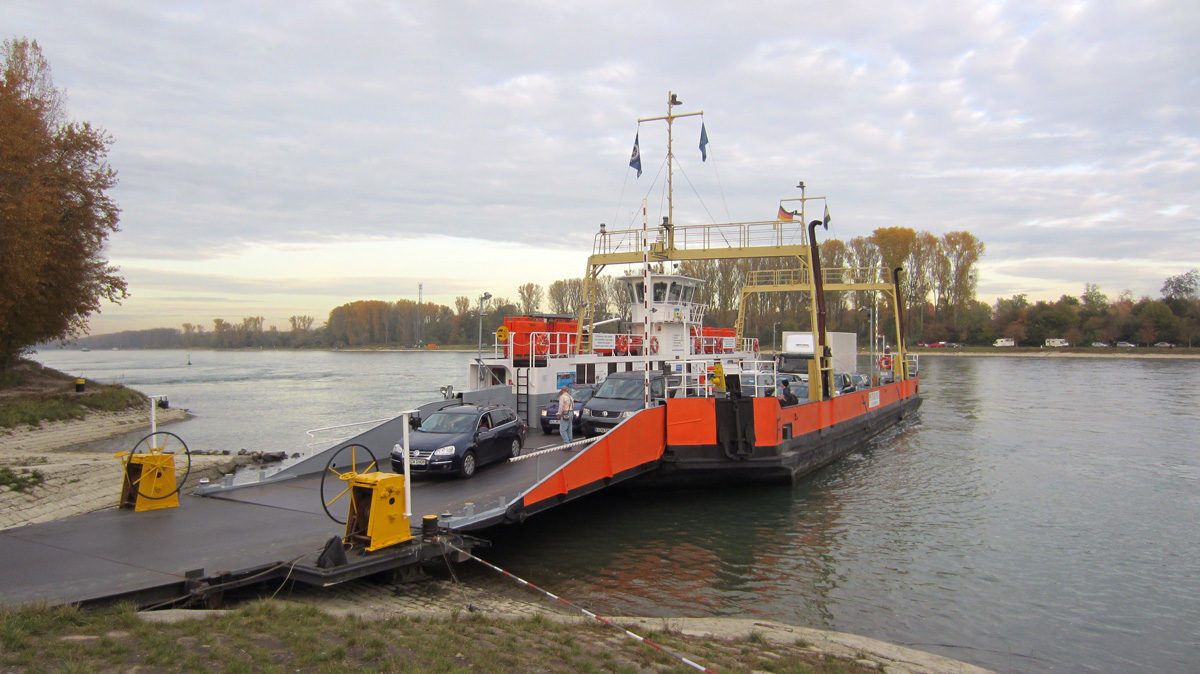
Leimersheimer Rheinfähre

Leimersheim gehört dem Verkehrsverbund Rhein-Neckar und dem Karlsruher Verkehrsverbund an und ist mit den Städten Landau und Germersheim durch Buslinien verbunden. Das überörtliche Straßennetz verknüpft das Dorf mit Neupotz in Form der Landesstraße 549 und Kuhardt in Form der Landesstraße 553. Die Fähre Leimersheim verbindet Leimersheim mit dem badischen Leopoldshafen. Fährschiffe waren in der Vergangenheit „Loreley“ und dann „St. Nikolaus“; aktuell versieht den Dienst die „Peter Pan“. In diesem Bereich befindet sich außerdem eine Ersatzübergangsstelle.

### Institutionen
Die Gemeinde gehört zum Gerichtsbezirk des Amtsgerichts Germersheim.

### Öffentliche Einrichtungen
Katholische Öffentliche Bücherei (KÖB)
Bereits 1922 gegründet, wurde die katholische Volksbücherei – nach der staatlich verordneten Zwangspause während der Zeit des Nationalsozialismus – 1950 wiederbelebt. In den 1950er Jahren standen rund 800 Bände in einem Schulsaal unter der Leitung von Schwester Heriberta Vogelgesang zur Ausleihe bereit. Im Jahresbericht 1960 sind Ausgaben von 2500 DM zur Erstellung eines Büchereiraumes vermerkt. Vermutlich zog dann die katholische Bücherei auf die Bühne der zum Pfarrsaal umgebauten Scheune um. Die katholische Bücherei erhielt unter dem damaligen Ortspfarrer Paul Steeg 1981 erstmals einen eigenen Raum als Anbau an den Pfarrsaal (neben dem Gruppenraum). Hierfür werden die Kosten im Jahresbericht mit 6.561,55 DM beziffert.
Bereits 2011 wurde eine erste Kooperationsvereinbarung zwischen Kirchenstiftung (als Träger der Bücherei) und Ortsgemeinde geschlossen. Diese hatte die Errichtung größerer Räume durch einen privaten Investor zum Ziel. Die Räume sollten von der Ortsgemeinde langfristig angemietet und der Kirchenstiftung für die Büchereiarbeit überlassen werden. Diese Pläne konnten nicht realisiert werden. Daher modifizierten die Vertragspartner ihre Vereinbarung, so dass 2016 nach kleinerem Umbau der Umzug der Bücherei in die Grundschule erfolgte.
Grundschule
In Leimersheim befindet sich die Kardinal-Wendel-Schule, eine einzügige Grundschule mit derzeit 84 Schülerinnen und Schülern (Stand: 2021). In der Grundschule ist die Katholische Öffentliche Bücherei ansässig, die von freiwilligen Mitarbeitern geleitet wird. Das heutige Schulgebäude in der Abraham-Weil-Straße 2a (bis 2015 postalisch Am Festplatz 4) wurde 1966 als achtklassige Volksschule erbaut.

### Sport- und Freizeitanlagen

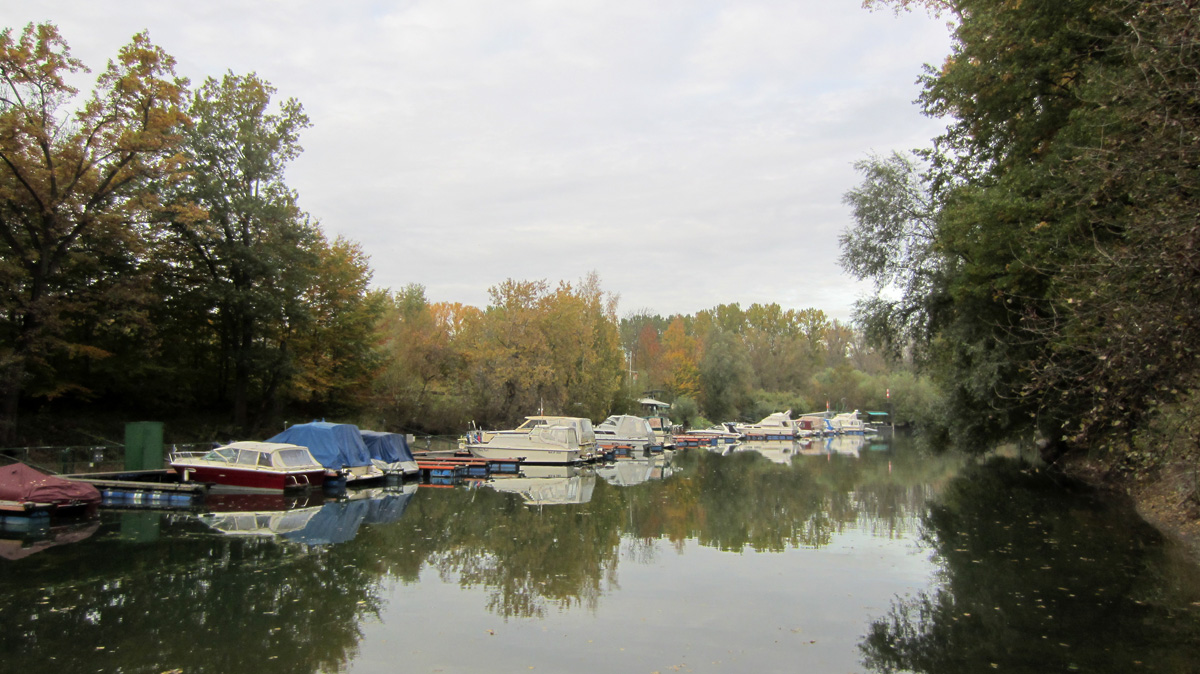
Yachthafen in Leimersheim

- Rasenplätze des Fußballclubs Leimersheim mit 100-m-Laufbahn, Sprunggrube, Basketballfeld, Beachvolleyballfeld
- Sport- und Freizeithalle (Rheinstraße)
- Kulturkreishalle (St.-Gertrudis-Straße)
- Schulturnhalle
- Bademöglichkeit an Baggerseen
- Bürgerhaus Leimersheim (seit 2003, eingeweiht anlässlich der 1225-Jahr-Feier der Gemeinde)
- Yachthafen

### Tourismus
Innerhalb des Gemeindegebiets befindet sich die vom Pfälzerwald-Verein betriebene Schutzhütte Südpfälzer Rheinauen.

## Persönlichkeiten

### Ehrenbürger
- 1884:[11] Abraham Weil (* 30. Januar 1834 in Ellerstadt, † 17. Februar 1900 in Oppau) war Gründer und Leiter der ersten gemeindlichen Sparkasse.
- 1956:[12] Pfarrer Nikolaus Nagel (* 1897; † 19. Juli 1969 in Speyer)[13]
- 1961: 20. Dezember: Carl Josef Hodapp (* 9. April 1891; † 15. Oktober 1976 in Römerberg) war Heimatschriftsteller und verfasste die erste Ortschronik (1960) von Leimersheim.[14][13]
- Pfarrer Paul Johannes Steeg (* 22. September 1913; † 4. August 1986) war Priester seit 1939 und erhielt die Ehrenbürgerschaft für sein besonderes Bemühen um Kranke und Schwache in der Gemeinde.
- 1972: Walter Kling (* 24. Dezember 1914; † 25. Dezember 2001 in Leimersheim) war jahrelang Rektor der Leimersheimer Schule und Bürgermeister.[15][13]
- 2001: Schwester M. Miguela (Luise Keller, * 16. November 1936) wirkte von 1963 bis 2011 als Krankenschwester in der Missionsstation des Instituts St. Dominikus in Akwatia (Ghana).[16]
- Hugo Dörrler (* 27. April 1937; † 29. Mai 2020) war Ortsbürgermeister von 1972 bis 2004.

Während der Zeit des Nationalsozialismus wurden Adolf Hitler, Paul von Hindenburg und Gauleiter Josef Bürckel zu Ehrenbürgern ernannt. Nach dem Zweiten Weltkrieg wurden diese Auszeichnungen rückgängig gemacht.

### Söhne und Töchter der Gemeinde
- Elisabeth Scheidel (1883–1987), Pädagogin und Widerstandskämpferin gegen den Nationalsozialismus
- Hermann von Schöpf (1886–1950), Offizier und SA-Funktionär
- Reinhard Liebel (1841–1905), Unternehmer und Politiker in Erie (Pennsylvania), USA, wurde in Leimersheim geboren.
- Beate Kasch (* 1959), politische Beamtin

### Personen, die vor Ort gewirkt haben
- Florian Krebs (* 1988) spielte zeitweise beim örtlichen Fußballverein.